# Shelocta
Shelocta är en kommun av typen borough i Indiana County i Pennsylvania. Vid 2010 års folkräkning hade Shelocta 130 invånare.